# Мобилизация на Украине
Мобилиза́ция на Украи́не — всеобщая (ранее частичная) мобилизация в Вооружённые силы Украины, проходящая на Украине начиная с 2014 года.
Ранее на Украине мобилизация не проводилась, а осуществлялся призыв в вооружённые силы (ВС). Призыв существовал до 2013 года. 14 октября 2013 года президентом Украины Виктором Януковичем был подписан указ, в соответствии с которым с 1 января 2014 года призыв на службу в вооружённые силы был приостановлен и дальнейшее комплектование должно было производиться исключительно на контрактной основе.
После захвата Крыма Россией в 2014 году был отменён добровольный набор в вооружённые силы, а позже начата мобилизация в них. В министерстве обороны заявляли, что ежегодная мобилизация будет проходить в несколько этапов. В соответствии с указом № 303 от 17 марта 2014 года была начата частичная мобилизация военнообязанных, которая продолжалась многие годы.
С февраля 2022 года в первую очередь мобилизуют военнослужащих запаса, с боевым опытом, отслуживших в ВСУ по контракту или принимавших участие в боевых действиях в Донбассе. Затем под мобилизацию попадут военнослужащие, проходившие службу по призыву до 2014 года. Затем будут мобилизованы те, кто окончил военные кафедры при ВУЗах и стал офицером запаса, а также иные лица, не имеющие возрастных и физических ограничений.
Всеобщая мобилизация объявлялась сроком на три месяца. Указ президента Украины был одобрен радой 3 марта 2022 года, и в соответствии с ним будут мобилизованы мужчины в возрасте от 27 до 60 лет и от 18 до 27, только если прошли срочную службу, военную кафедру, имеют боевой опыт. Министр обороны А. Резников заявил что власти Украины планируют мобилизовать 1 000 000 человек.
В апреле 2024 года президент Украины Владимир Зеленский подписал закон, снижающий предельный возраст призыва по мобилизации до 25 лет. Также им был подписан закон, отменяющий категорию здоровья «ограниченно годный» .
Согласно закону «О мобилизационной подготовке и мобилизации», общая мобилизация на Украине проводится одновременно по всей её территории и касается экономики, органов государственной власти и местного самоуправления, вооружённых сил, других формирований, предприятий, учреждений и организаций.

## История
В соответствии с указом № 303 от 17 марта 2014 года была начата частичная мобилизация военнообязанных. 1 мая 2014 года в связи с обострением ситуации на восточной Украине призыв на срочную службу, отменённый в период правления президента Украины Виктора Януковича, был восстановлен, то есть переход на профессиональные вооружённые силы был отменён. 6 мая 2014 года была объявлена очередная частичная мобилизация.
После окончания проведения плановых волн мобилизации 2015 года, 14 сентября, за месяц до местных выборов в стране, президент Украины Пётр Порошенко заявил, что им принято решение «в условиях фактической реализации режима прекращения огня отложить мобилизацию, не проводить и не объявлять». Однако 11 января 2016 года Порошенко заявил, что как только к нему поступит обращение от Генштаба Вооружённых сил Украины с просьбой объявить мобилизацию, он сразу же это сделает. 15 января в пресс-службе Генштаба сообщили о запланированной на 2016 год мобилизации.
В рамках шести прошедших в 2014—2015 годах волн мобилизации на военную службу были призваны 210 тысяч человек, каждый шестой из них был записан как доброволец. Три волны были проведены в 2014 году, и ещё три — в 2015 году.
Призванные в рамках четвёртой волны меняли призванных в первую волну, пятая меняла вторую, а шестая — третью, срок ротации составил около года.
Начиная с третьей волны мобилизации под неё попадают военнообязанные, не проходившие службу в армии. Они проходят подготовку в течение месяца, после чего отправляются в подразделения, в том числе в зону вооружённого конфликта.
За уклонение от призыва по мобилизации согласно ст. 336 Уголовного кодекса Украины предусмотрено лишение свободы на срок от двух до 5 лет. На начало 2016 года, согласно реестру судебных решений, украинские суды подписали сотни обвинительных приговоров по указанной статье.
В ноябре 2015 года Генштаб ВСУ сообщил о 2673 погибших военных, в их числе 831 — небоевые потери (неосторожное обращение с боеприпасами, самоубийство, ДТП и пр.), более 8 тысяч военных получили ранения.

### 2014
1 марта 2014 года СНБО Украины принял, а и. о. президента Украины Александр Турчинов ввёл в действие решение о приведении в полную боевую готовность армии и проведении учебных сборов с военнообязанными в необходимом количестве.
17 марта 2014 года Верховная Рада Украины утвердила проект закона «Об утверждении указа Президента „О частичной мобилизации“», согласно пояснительной записке к которому необходимость принятия этого решения «обусловлена обострением общественно-политической ситуации на Крымском полуострове, нескрываемой агрессией, захватом российской стороной части территории Автономной Республики Крым и города Севастополя».
Проведение мобилизации планировалось в течение 45 суток со дня вступления его в силу с целью призвать 20 тысяч человек и столько же в новосозданную Национальную гвардию.
К 24 марта 2014 года в рамках частичной мобилизации в украинскую армию были мобилизованы уже более 10 тысяч граждан.
6 мая Верховная Рада Украины продлила частичную мобилизацию и демобилизацию призванных, а и. о. президента Украины Александр Турчинов подписал указ о частичной мобилизации на Украине, согласно которому в течение 45 суток в армию призывались дополнительные силы по всей Украине.
Украинское общество отреагировало на мобилизации недовольством и протестами.
Третий этап частичной мобилизации стартовал 24 июля, когда днём ранее президент Украины Петр Порошенко подписал соответствующий закон, одобренный парламентом голосами 232 депутатов (при минимально необходимых 226) — КПУ и ПР выступили против мобилизации, а часть депутатов — за её проведение только после объявления военного положения; граничный уровень поддержки депутатов вызвал критику президента.
Набор планировался во всех областях страны, кроме Крыма, на протяжении 45 дней.
Закончилась третья волна мобилизации 9 сентября 2014 года.
Всего в 2014 году мобилизовали более 105 тысяч человек.

### 2015
В январе-апреле 2015 года была проведена четвёртая волна мобилизации, призванные в ходе которой сменили призванных в первую волну в 2014 году. Было призвано более 40 тысяч военнослужащих.
Проведение пятой и шестой очереди мобилизации весной и летом 2015 года осложнилось из-за большого количества уклонистов. Чтобы выполнить план, военные комиссары раздавали повестки на блокпостах при въезде в населённые пункты, в супермаркетах, на проходных производственных предприятий, на улицах и в общественном транспорте. План шестого этапа, завершившегося 17 августа, был выполнен всего на 60 %, недобор компенсировался за счет приёма в ряды ВСУ военнослужащих-контрактников.
Всего в 2015 году мобилизовали около 104 тысяч человек.

### 2016
Основной упор в 2016 году намеревались делать на привлечении на контрактную службу в армии. В связи с повышением минимальной зарплаты военнослужащего до 7 тысяч гривен (почти 300 $ по курсу на 1 февраля) отмечают значительно выросшее число желающих поступить на контрактную службу, так, только в январе договор подписали 400 человек, уже к началу марта — более 6 тыс., к первой половине апреля — более 18 тыс., к началу июня — более 32 тыс.
29 марта вступил в силу указ президента Украины Петра Порошенко об увольнении в запас военнослужащих четвёртой волны мобилизации (около 45 тыс.).
24 июня вступил в силу указ президента Порошенко об увольнении в запас военнослужащих пятой волны мобилизации (около 17 тыс.)
По словам начальника Генштаба Виктора Муженко, демобилизацию призывников шестой волны планировалось провести в августе — сентябре 2016 года.

## С 2022 года
24 февраля 2022 года, в связи с началом вторжения России на Украину, страна объявила всеобщую мобилизацию, запретив мужчинам призывного возраста покидать страну для того, чтобы их можно было призвать воевать в любое время. Владимир Зеленский также объявил военное положение. Согласно ему все мужчины в возрасте от 18 до 60 лет считались военнообязанными и могли быть мобилизованы, если у них не было права на отсрочку. При этом мужчинам, подлежащим мобилизации, запрещён выезд из страны. В первые недели и месяцы после начала российского вторжения сотни тысяч граждан Украины добровольно присоединились к военным структурам, отправившись на фронт. Этот коллективный энтузиазм оказал существенное влияние на отражение первого наступления российских сил.
Процесс мобилизации на Украине сопровождается широкомасштабной выдачей призывных повесток в общественных местах и возникновением конфликтов между сотрудниками территориальных центров комплектования (ТЦК) и гражданами. Периодически поступают сообщения о возможном произвольном задержании людей на улицах и их транспортировке в ТЦК даже без вручения призывных повесток.

## Правовые основы
Бывший судья Конституционного суда Украины Виктор Шишкин заявил, что все волны мобилизации, которые были проведены за время проведения АТО, были незаконными.
За уклонение от мобилизации предусмотрена уголовная ответственность, предполагающая штраф или тюремный срок до 3 лет. В случае наличия медицинских противопоказаний или необходимостью ухода за одиноким родителем предусмотрена отсрочка от мобилизации.